# Segunda División Peruana 1994
La Segunda División Peruana 1994 fue la 42ª edición de este torneo de ascenso. Tuvo como participantes a 12 elencos del Departamento de Lima. A los 9 equipos que conservaron la categoría en la Temporada 1993 se unieron 3 nuevos inquilinos: Unión Huaral -descendido del Campeonato Descentralizado 1993-; Mixto Estudiantil y José Carlos Mariategui, estos dos últimos ascendidos desde la Copa Perú.
Antes de iniciar el torneo, Enrique Lau Chun retomó su denominación usada en 1992, al perder el apoyo de Centro Iqueño. Al culminar la temporada, Unión Huaral obtuvo el título del torneo y el ascenso al Campeonato Descentralizado 1995. Los descensoristas en esta edición fueron: Juventud La Palma y José Carlos Mariategui, que perdió el encuentro de revalidación por seguir en la categoría frente al Mixto Estudiantil.

## Resultados
| Puesto | Equipo                 | J  | G  | E  | P  | GF | GC | DG  | PTS. |
| ------ | ---------------------- | -- | -- | -- | -- | -- | -- | --- | ---- |
| 1      | Unión Huaral           | 22 | 14 | 4  | 4  | 36 | 17 | 19  | 32   |
| 2      | Deportivo Yurimaguas   | 22 | 11 | 8  | 3  | 30 | 15 | 15  | 30   |
| 3      | Deportivo Zúñiga       | 22 | 13 | 4  | 5  | 38 | 23 | 15  | 30   |
| 4      | Guardia Republicana    | 22 | 10 | 6  | 6  | 26 | 15 | 11  | 26   |
| 5      | Meteor-Lawn Tennis     | 22 | 11 | 4  | 7  | 28 | 16 | 12  | 26   |
| 6      | Alcides Vigo           | 22 | 9  | 5  | 8  | 30 | 23 | 7   | 23   |
| 7      | América Cochahuayco    | 22 | 6  | 8  | 8  | 34 | 27 | 7   | 20   |
| 8      | Bella Esperanza        | 22 | 4  | 11 | 7  | 13 | 23 | -10 | 19   |
| 9      | Enrique Lau Chun       | 22 | 6  | 6  | 10 | 19 | 25 | -6  | 18   |
| 10     | Mixto Estudiantil      | 22 | 3  | 8  | 11 | 16 | 32 | -16 | 14   |
| 11     | José Carlos Mariategui | 22 | 3  | 8  | 11 | 18 | 32 | -14 | 14   |
| 12     | Juventud La Palma      | 22 | 4  | 4  | 14 | 17 | 51 | -34 | 12   |

|  | Campeonato Descentralizado 1995 |
|  | Descendidos                     |